# Jinjisee
Der Jinjisee (chinesisch 金雞湖, Pinyin Jīnjī Hú) ist in ein 7,18 Quadratkilometer großer See in Suzhou.